# Canton de Châteauneuf-la-Forêt
Le canton de Châteauneuf-la-Forêt est une ancienne division administrative française située dans le département de la Haute-Vienne et la région Nouvelle-Aquitaine. À la suite du redécoupage cantonal de 2014, le canton est fondu dans celui d'Eymoutiers.

## Géographie
Ce canton était organisé autour de Châteauneuf-la-Forêt dans l'arrondissement de Limoges. Son altitude variait de 290 m (Masléon) à 730 m (Saint-Gilles-les-Forêts) pour une altitude moyenne de 418 m.

## Représentation

### Conseillers généraux de 1833 à 2015
| Période | Période      | Identité                                               | Étiquette   | Qualité |
| ------- | ------------ | ------------------------------------------------------ | ----------- | --- |
| 1833    | 1842         | Joseph Limousin                                        |             | Maire de Châteauneuf-la-Forêt                                                                                                 |
| 1842    | 1848         | Mathieu Jean Etienne Allouveau de Montréal (1790-1857) |             | Avocat, ancien substitut du Procureur du Roi Propriétaire à La Croisille, conseiller d'arrondissement                         |
| 1848    | 1852         | Jean-Baptiste Delassis                                 |             | Juge de paix, propriétaire à Châteauneuf-la-Forêt                                                                             |
| 1852    | 1870         | Gustave Reymond                                        |             | Juge de paix, maire de Châteauneuf-la-Forêt                                                                                   |
| 1870    | 1877         | Aubin Chaussade                                        | Droite      | Agrégé de lettres Professeur d'université et avocat                                                                           |
| 1877    | 1889 (décès) | Adrien Tarrade (1843-1889)                             | Républicain | Pharmacien, maire de Limoges (1885-1887)                                                                                      |
| 1889    | 1907         | Jean-Paul Tarrade (frère du précédent)                 | Rad.        | Docteur en médecine Député (1909-1914) Maire de Châteauneuf-la-Forêt                                                          |
| 1907    | 1935 (décès) | Amédée Tarrade (fils du précédent)                     | SFIO        | Médecin Maire de Châteauneuf-la-Forêt                                                                                         |
| 1935    | 1940         | René Regaudie                                          | SFIO        | Pharmacien Maire de Châteauneuf-la-Forêt                                                                                      |
|         |              |                                                        |             | |
| 1942    | 1944         | Charles Breton                                         |             | Maire de Châteauneuf-la-Forêt Nommé conseiller départemental en 1942 Décédé en 1944                                           |
|         |              |                                                        |             | |
| 1945    | 1970         | René Regaudie                                          | SFIO        | Pharmacien Maire de Châteauneuf-la-Forêt (1935-1940 et 1945-1971) Président du Conseil Général (1946-1982) Député (1946-1973) |
| 1970    | 1982         | René Regaudie                                          | PS          | Maire de Châteauneuf-la-Forêt (1935-1940 et 1945-1971) Président du Conseil Général (1946-1982) Député (1946-1973)            |
| 1982    | 1994         | Claude Dupré                                           | DVD         | Vétérinaire Maire de Châteauneuf-la-Forêt (1989-1995)                                                                         |
| 1994    | 2008         | Claude Virole                                          | PS          | Cadre, maire de Linards |
| 2008    | 2015         | Thierry Lafarge                                        | ADS         | Employé Adjoint au Maire de Châteauneuf-la-Forêt Elu en 2015 dans le Canton d'Eymoutiers                                      |

### Conseillers d'arrondissement (de 1833 à 1940)
| Période                                  | Période      | Identité                           | Étiquette | Qualité |
| ---------------------------------------- | ------------ | ---------------------------------- | --------- | --- |
| 1833                                     | 1839         | M. Rougier                         |           | Maire de Linards                                                                                            |
| 1839                                     | 1842         | Jean Étienne Allouveau de Montréal |           | Avocat à La Croisille-sur-Briance                                                                           |
| 1842                                     | 1848         | Joseph Fargeaud d'Épié             |           | Juge de paix, propriétaire à Masléon                                                                        |
|                                          |              |                                    |           | |
|                                          | 1891 (décès) | Jean-Baptiste Henri Gavinet        |           | Propriétaire à Linards                                                                                      |
|                                          |              |                                    |           | |
| 1898                                     | 1910         | Louis Patry                        | Radical   | Avocat à la Cour d'Appel de Limoges, Président du Conseil d'arrondissement                                  |
| 1910                                     | 1919         | Louis Regaudie                     | Radical   | Pharmacien à La Croisille-sur-Briance                                                                       |
| 1919                                     |              | M. Lachaud                         | SFIO      | Maire de Saint-Méard                                                                                        |
| 1940                                     |              |                                    |           | Les conseils d'arrondissement ont été suspendus par la loi du 12 octobre 1940 et n'ont jamais été réactivés |
| Les données manquantes sont à compléter. |              |                                    |           | |

## Composition
Le canton de Châteauneuf-la-Forêt groupe 10 communes et compte 5 747 habitants au recensement de 2010.
| Communes                 | Population (2012) | Code postal | Code Insee |
| ------------------------ | ----------------- | ----------- | ---------- |
| Châteauneuf-la-Forêt     | 1 640             | 87130       | 87040      |
| La Croisille-sur-Briance | 708               | 87130       | 87051      |
| Linards                  | 1 094             | 87130       | 87086      |
| Masléon                  | 349               | 87130       | 87093      |
| Neuvic-Entier            | 939               | 87130       | 87105      |
| Roziers-Saint-Georges    | 187               | 87130       | 87130      |
| Saint-Gilles-les-Forêts  | 54                | 87130       | 87147      |
| Saint-Méard              | 382               | 87130       | 87170      |
| Surdoux                  | 42                | 87130       | 87193      |
| Sussac                   | 352               | 87130       | 87194      |

## Démographie
| 1962  | 1968  | 1975  | 1982  | 1990  | 1999  | 2006  | 2010  |
| ----- | ----- | ----- | ----- | ----- | ----- | ----- | ----- |
| 7 443 | 8 073 | 7 424 | 6 443 | 5 957 | 5 664 | 5 717 | 5 747 |